# Константин Давыдович (князь новгород-северский)
Константин Давыдович (род. после 1193) — князь новгород-северский XIII века, упомянут на поз.51 Любецкого синодика. В летописях не упоминается.
По разным версиям, сын Давыда Ольговича и младший брат Мстислава Давыдовича (и тогда родился после 1193 года) либо сын Давыда Владимировича, упомянутого на поз.32 Любецкого синодика, и правнук Игоря Святославича новгород-северского. Князья на поз.31-35 синодика считаются Владимировичами (сыновьями Владимира Игоревича или Владимира Святославича) по той причине, что на поз.36 упомянут Владимир также без отчества. По версии А. В. Кузьмина, новгород-северский князь Константин Давыдович и его сын Тимофей были родственниками князя Патрикея Давидовича стародубского.
Константин упомянут с синодике в сыном Тимофеем, что может означать, что Тимофей не был самостоятельным князем и, возможно, не пережил отца. Судя по всему преемником, Константина был брат Святослав, упомянутый по Введенском синодике после него на поз.76.

## См.также
- Новгород-северские князья после 1198 года